# Tianxing (sockenhuvudort i Kina, Hubei Sheng, lat 30,67, long 114,41)
Tianxing är en sockenhuvudort i Kina. Den ligger i provinsen Hubei, i den centrala delen av landet, omkring 16 kilometer nordost om provinshuvudstaden Wuhan. Antalet invånare är 3 368. Befolkningen består av 1 688 kvinnor och 1 680 män. Barn under 15 år utgör 12,0 %, vuxna 15-64 år 75 %, och äldre över 65 år 11,0 %.
Runt Tianxing är det mycket tätbefolkat, med 1 095 invånare per kvadratkilometer. Närmaste större samhälle är Wuhan, 17,0 km sydväst om Tianxing. Trakten runt Tianxing består till största delen av jordbruksmark.
Genomsnittlig årsnederbörd är 1 631 millimeter. Den regnigaste månaden är juli, med i genomsnitt 255 mm nederbörd, och den torraste är december, med 20 mm nederbörd.